# Коверт, Аллен
Аллен Коверт (англ. Allen Covert; род. 13 октября 1964 года, Флорида) — американский комик, актёр, сценарист и кинопродюсер. Является актёром, сценаристом или продюсером почти всех фильмов Адама Сэндлера

## Биография

### Ранние годы
Родился в Уэст-Палм-Бич, штат Флорида, в семье Стефена Коверта и Элизабет Энн Коверт (урождённой Дьюи). Отец Коверта принадлежал к иудеям, мать — к южным баптистам; сам Коверт считает себя иудеем.
Театральному искусству учился в Нью-Йоркском университете, где его одногруппником был Адам Сэндлер.

### Карьера
Дебют в кино состоялся в роли бармена в фильме Сэндлера «Всех за борт» (1989). Сыграл несколько эпизодические роли в последующих фильмах Сэндлера, затем получил крупную роль в фильме «Певец на свадьбе» (1998), где его партнёрами были Сэндлер и Дрю Бэрримор. Относительно крупные роли достались актёру в следующих четырёх фильмах Сэндлера, включая роль Тодда в «Никки, дьявол-младший» (2000), ради которой он набрал 18 кг. После этого появления Коверта стали эпизодическими, начиная с «50 первых поцелуев» (2004). Однако в 2006 году Коверт получил главную роль в фильме «Мальчик на троих». Сэндлер не играл в этом фильме, а выступал как исполнительный продюсер. Ещё в четрырёх фильмах, где Коверт сыграл в эпизодах, Сэндлер не участвовал ни в качестве актёра, ни в качестве продюсера.
В последние годы появления Коверта на экране стали редки, но он продолжал работу в компании Сэндлера Happy Madison Productions в качестве исполнительного продюсера и иногда соавтора фильмов компании.
Коверт является сооснователем компании Cherry Tree Books, издателя электронных книг для детей.

## Фильмография
Часто сотрудничал со своим другом Адамом Сендлером, например в таких фильмах как «Счастливчик Гилмор», «Певец на свадьбе», «Большой папа», «Никки, дьявол-младший», «Миллионер поневоле», «Сказки на ночь».